# Saussey (Côte-d’Or)
Saussey település Franciaországban, Côte-d’Or megyében. Lakosainak száma 72 fő (2022. január 1.). Saussey Thomirey, Champignolles, Écutigny, Val-Mont és Montceau-et-Écharnant községekkel határos.

## Népesség
A település népessége az elmúlt években az alábbi módon változott:
| Lakosok száma | 137  | 102  | 85   | 83   | 83   | 80   | 72   | 68   | 67   | 72   |
|               | 1968 | 1982 | 1990 | 2006 | 2013 | 2015 | 2017 | 2019 | 2020 | 2022 |